# Linia kolejowa nr 21
Linia kolejowa nr 21 Warszawa Wileńska – Wołomin Słoneczna – zelektryfikowana, prawie w całości dwutorowa pierwszorzędna linia kolejowa znaczenia państwowego o długości 19,590 km.

## Historia

### Powstanie
Linia, której odcinek stanowi linia kolejowa nr 21 (drugi odcinek to linia kolejowa nr 6), została otwarta 16 grudnia 1862 roku z inicjatywy rządu rosyjskiego. Była to druga (po Kolei Warszawsko -Wiedeńskiej) linia, która powstała na ziemiach Królestwa Polskiego. Funkcjonowała pod nazwą Kolej Warszawsko-Petersburska. Z początku była to linia jednotorowa, szerokotorowa (o rozstawie szyn 1524 mm). W późniejszym czasie do linii dodano drugi tor (dokładna data nie jest znana). W zaborze rosyjskim linia podlegała dyrekcji petersburskiej (ПВЖД).

### Lata międzywojenne
W latach międzywojennych znacznie ograniczono liczbę odjazdów pociągów do Petersburga. W roku 1918 linia stała się linią normalnotorową (zmieniono rozstaw torów na 1435 mm). Zarząd nad linią przejmują Polskie Koleje Państwowe. 2 września 1933 otwarto łącznicę pomiędzy Warszawą Rembertów i Zielonką (Linia kolejowa nr 449), dzięki której pociągi jadące z Białegostoku mogły dojechać do Dworca Głównego. Od roku 1940 do 1978 funkcjonowała linia towarowa nr 21a Siwki – Zielonka Bankowa p.odg, która służyła jako pomocniczy trójkąt do obracania parowozów.

### Lata powojenne
14 marca 1952 ukończono elektryfikację linii. Zelektryfikowano wtedy też odcinek linii nr 6 Zielonka – Tłuszcz. Od roku 1990 do 1995 na odcinku Warszawa Wileńska Marki – Zielonka działała samoczynna blokada liniowa trzystawna typu 2. Od 2004 roku linię obsługują Koleje Mazowieckie.

### Modernizacja
Postępująca degradacja szlaków spowodowała konieczność ograniczenia prędkości do 50 km/h. Na przełomie roku 2007/2008 zmodernizowano linię. Wymieniono nawierzchnię (betonowe podkłady zamiast drewnianych) łącznie z naprawą ław torowych, systemu odwodnienia, wymianą podsypki, tłucznia oraz szyn. Zainstalowano semafory SBL (dwukierunkowa, czterostawna). Dzięki modernizacji pociągi mogą jeździć z prędkością do 100 km/h.
15 stycznia 2016 roku ogłoszono przetarg na remont sieci trakcyjnej na odcinku Warszawa Wileńska - Zielonka i oświetlenia. W okresie od 1 czerwca do 31 lipca zostało wymienione 18 km sieci na obu torach (9 km razy 2) oraz 360 słupów trakcyjnych. Dzięki tym pracom pociągi mogą pojechać z maksymalną prędkością 120 km/h.

## Przewoźnicy

### Koleje Mazowieckie
Koleje Mazowieckie obsługują linię pociągami osobowymi. Tabor KM obsługujący linię to elektryczne zespoły trakcyjne serii EN57AL oraz ER160
Połączenia bezpośrednie przechodzące, zaczynające lub kończące się na linii:
- Warszawa Wileńska – Tłuszcz (i odwrotnie)
- Warszawa Wileńska – Małkinia (i odwrotnie)
- Warszawa Wileńska – Wołomin Słoneczna (i odwrotnie)
- Warszawa Wileńska – Łochów (i odwrotnie)
- Warszawa Wileńska – Czyżew (i odwrotnie)

## Czas jazdy
Czas przejazdu pociągów pasażerskich:
| Z↓ DO→                 | Warszawa Wileńska | Warszawa Zacisze-Wilno | Ząbki | Zielonka |
| ---------------------- | ----------------- | ---------------------- | ----- | -------- |
| Warszawa Wileńska      | X                 | 4 min                  | 8 min | 12 min   |
| Warszawa Zacisze-Wilno | 4 min             | X                      | 4 min | 8 min    |
| Ząbki                  | 7 min             | 3 min                  | X     | 4 min    |
| Zielonka               | 11 min            | 7 min                  | 4 min | X        |

## Maksymalne prędkości
Wykaz maksymalnych prędkości dla pociągów pasażerskich:
| km pocz. – km końca    | od – do stacji                              | dozwolona prędkość     |
| Po torze nieparzystym: | Po torze nieparzystym:                      | Po torze nieparzystym: |
| ---------------------- | ------------------------------------------- | ---------------------- |
| 0,062 – 2,000          | Warszawa Wileńska – Warszawa Wileńska Marki | 90 km/h                |
| 2,000 - 19,201         | Warszawa Wileńska – Wołomin Słoneczna       | 120 km/h               |
| Po torze parzystym:    |                                             |                        |
| 0,062 – 2,000          | Warszawa Wileńska – Warszawa Wileńska Marki | 90 km/h                |
| 2,000 - 19,652         | Warszawa Wileńska – Wołomin Słoneczna       | 120 km/h               |